# NGC 5681
NGC 5681 је спирална галаксија у сазвежђу Волар која се налази на NGC листи објеката дубоког неба.
Деклинација објекта је + 8° 18' 0" а ректасцензија 14h 35m 43,0s. Привидна величина (магнитуда) објекта NGC 5681 износи 13,5 а фотографска магнитуда 14,3. NGC 5681 је још познат и под ознакама UGC 9393, MCG 2-37-25, CGCG 75-83, IRAS 14332+0831, PGC 52169.